# San Bernardo (Chili)
Pour les articles homonymes, voir San Bernardo.
San Bernado est une ville du Gran Santiago, l'agglomération de la capitale Santiago du Chili. San Bernardo est la capitale de la province de Maipo, elle-même située dans la région métropolitaine de Santiago. En 2016, sa population s'élevait à 300 435 habitants. La superficie de la commune est de 155 km2 (densité de 1938 hab./km2). La ville se trouve à 18 km au sud du centre de la capitale.

## Religion
Le catholicisme est confessé par la majorité de la population. La ville est le siège du diocèse de San Bernardo érigé en 1987, avec la cathédrale Saint-Bernard consacrée en l'an 2000.

## Personnalités né à San Bernardo
- Berna Carrasco, joueuse d'échecs née le 19 décembre 1914
- Carlos Oyarzún, cycliste y est né le 26 octobre 1981
- Fabiola Campillai, femme politique y est née en 1983.